# コリー

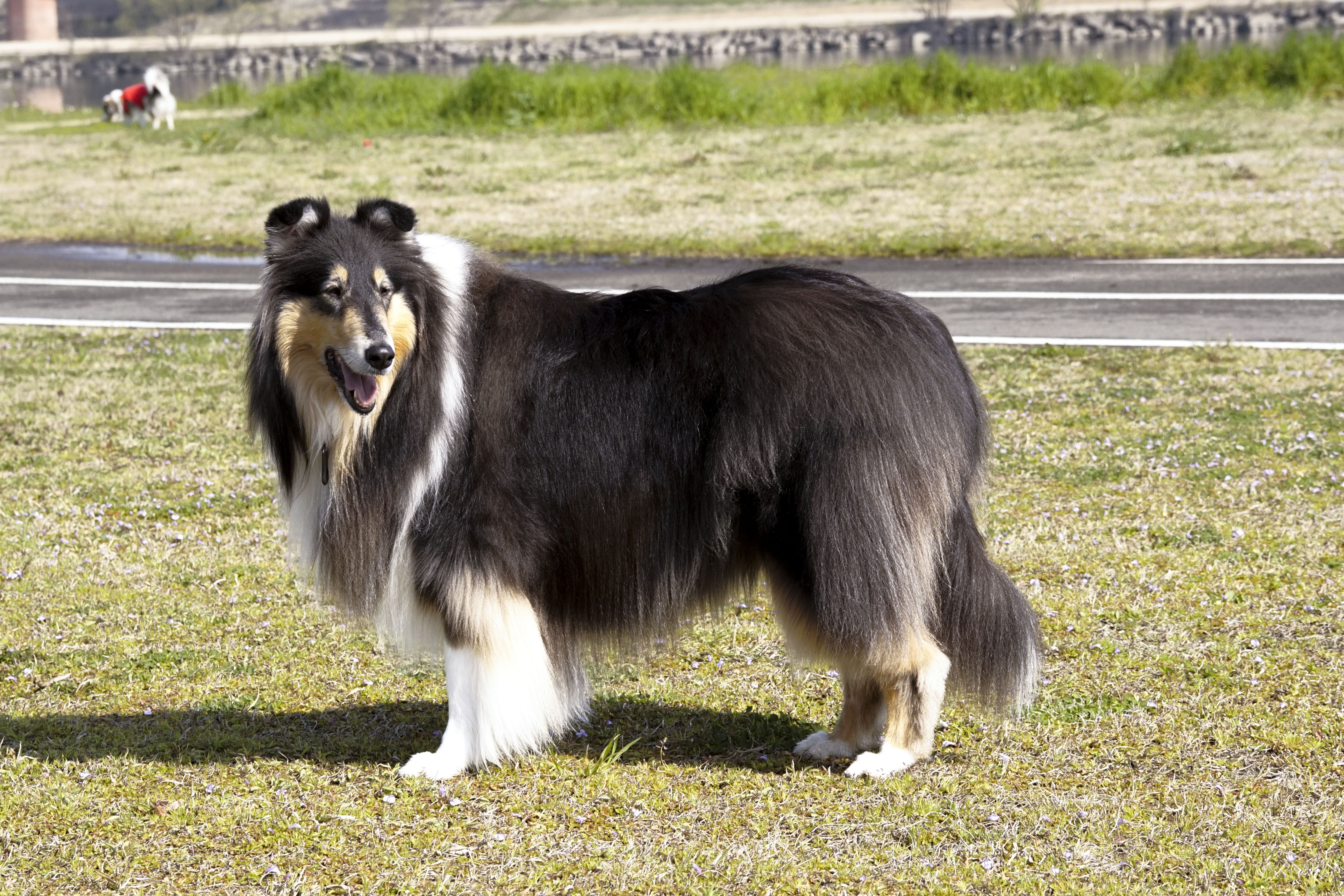
ラフ・コリー

コリー（Collie）は、主にスコットランド原産とされる犬種。牧羊犬である。「コリー」の名称の起源は定かでないが、黒または石炭を意味する古英語、あるいは顔の黒い羊の一品種から来るという説が有力。また、ゲール語の「役立つ」という言葉に由来するものとする説もある。
紀元前50年ローマ侵略軍とイギリスへ上陸、スコットランドの犬と交配して誕生した。毛色はセーブル、トライカラー、ホワイト、ブルーマールである。
股関節形成不全、進行性網膜萎縮症にかかりやすい。

## 主な種類
- イングリッシュ・シェパード・ドッグ
- ウェルシュ・シープドッグ
- オーストラリアン・シェパード
- シェットランド・シープドッグ
- スムース・コリー
- ニュージーランド・ヘディング・ドッグ
- マクナブ・ドッグ
- ビアデッド・コリー
- ボーダー・コリー
- ラフ・コリー

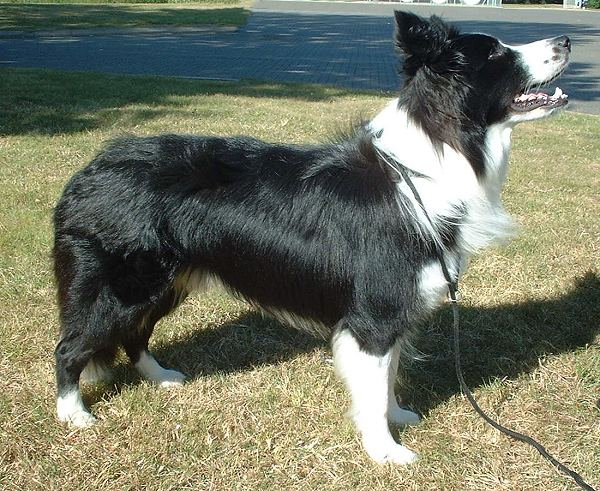
ボーダー・コリー

単にコリーと言った場合ラフ・コリーを指すことが多いが、英国の地方ではボーダー・コリーを指す場合がある。

## 有名なコリー
- 名犬ラッシー
- パル
- 「シンプソンズ」には「ラディー」というコリーが登場する。